# Quartier Eurobahnhof

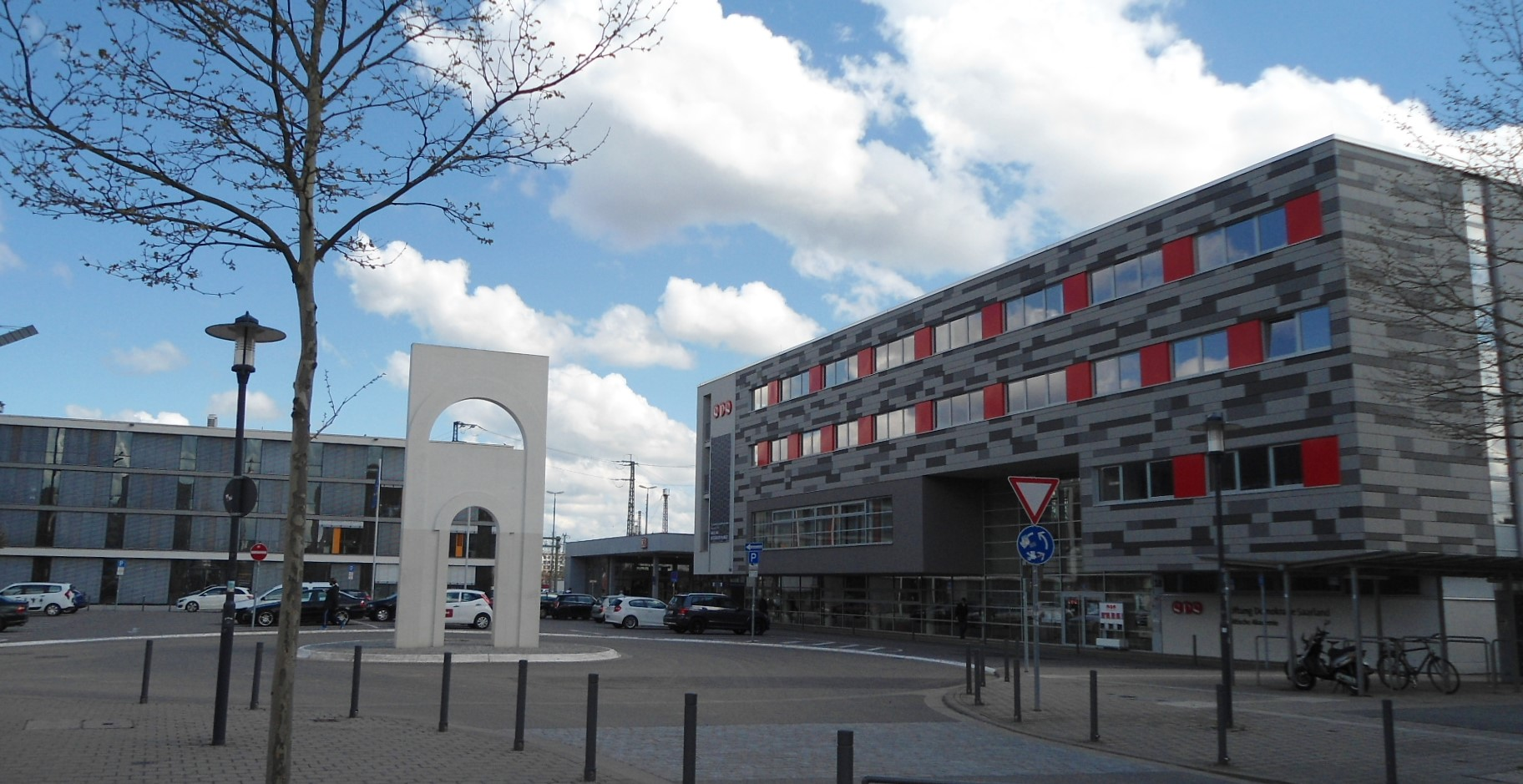
Das Quartier Eurobahnhof, Hauptbahnhof Nordausgang

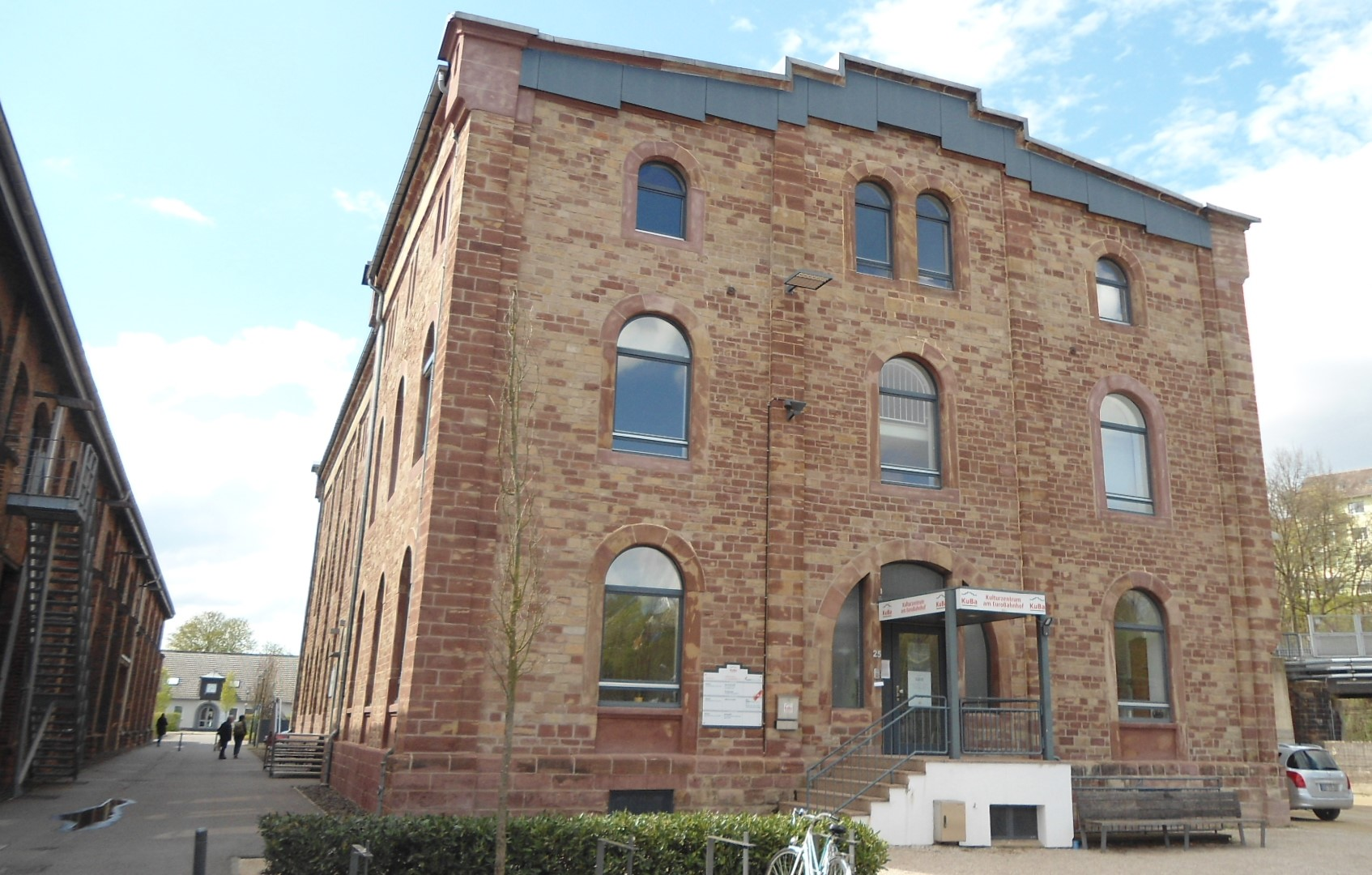
Kulturzentrum KuBa

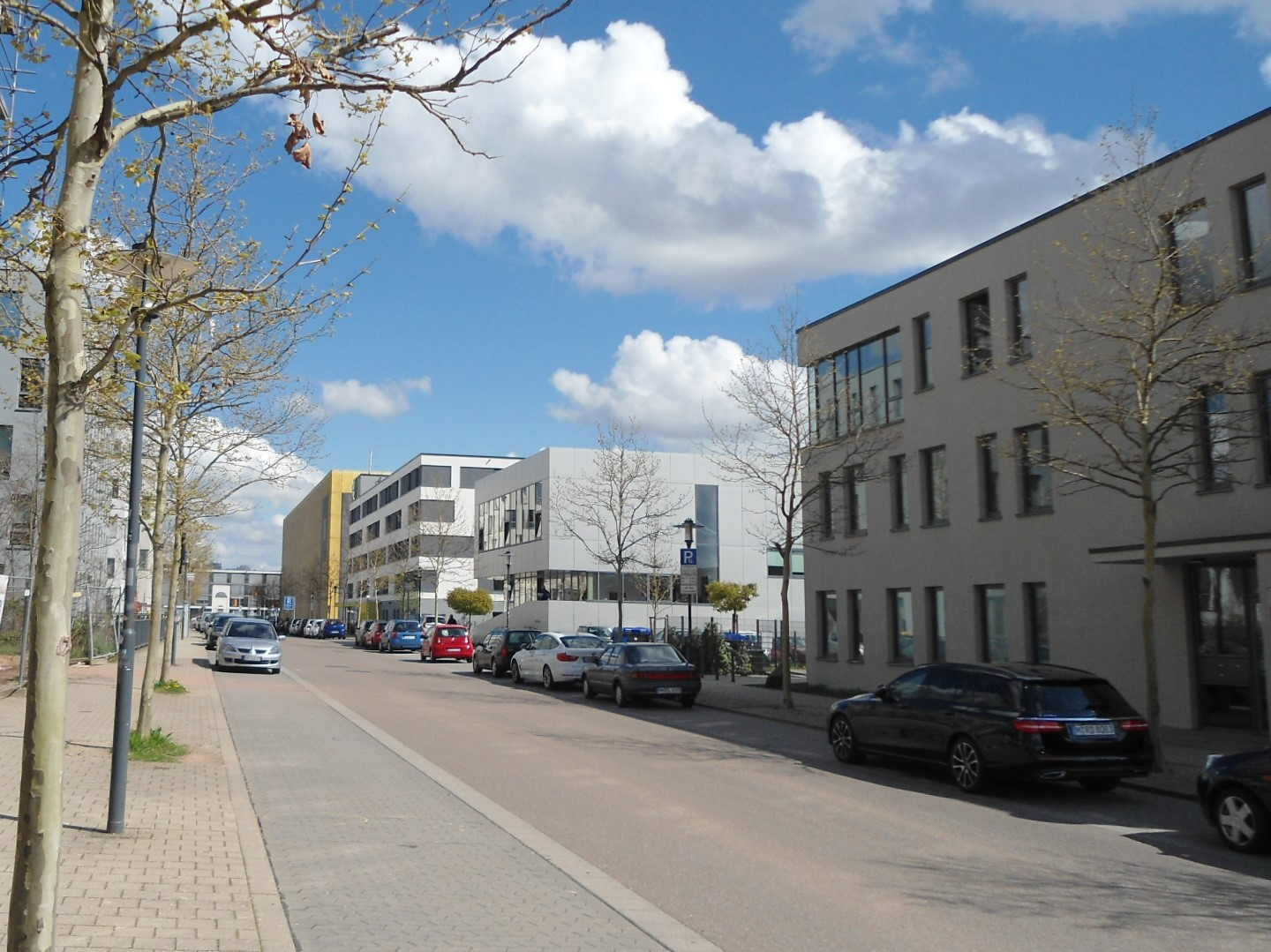
Die Europaallee

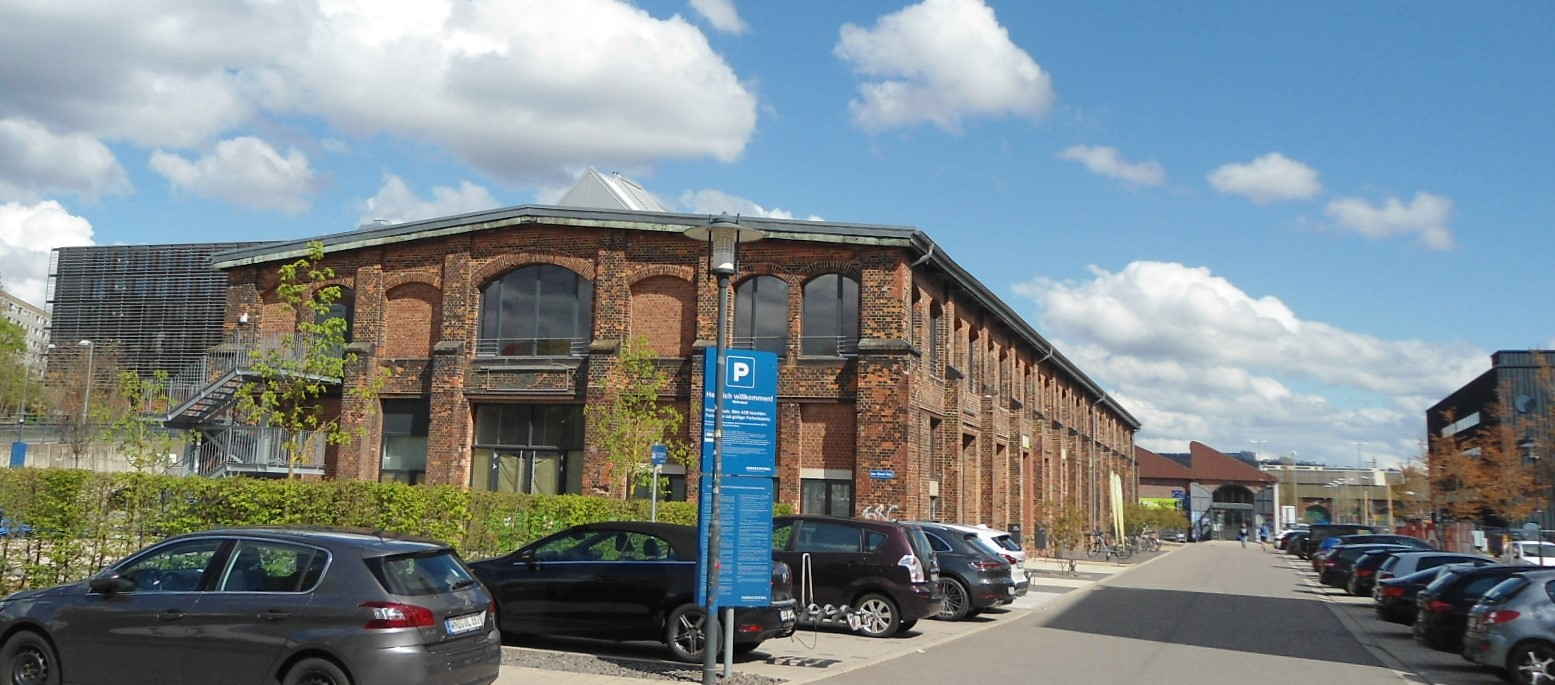
Das WerkLoft

Das Quartier Eurobahnhof ist ein Innenstadtviertel von Saarbrücken direkt beim Hauptbahnhof an der Grenze zum Rodenhof. Das ehemalige Bahngelände wird seit 2005 zum multifunktionalen Quartier mit Veranstaltungsorten und Firmensitzen umgebaut.

## Geschichte
Die Gesellschaft für Innovation und Unternehmensförderung (GIU), eine Tochter der Landeshauptstadt Saarbrücken, erwarb 2005 das 9 Hektar große Gelände von der Deutschen Bahn. Grundlage war die neue Hochgeschwindigkeitsverbindung nach Paris und Frankfurt am Main und die folgende Modernisierung des Bahnhofes im Projekt Saarbrücken 21. Die offizielle Einweihung des nun modernisierten Bahnhofs erfolgte am 15. Dezember 2007.
Im Landesentwicklungsplan Umwelt wurde das Gebiet als Vorranggebiet für Gewerbe, Industrie und Dienstleistungen ausgewiesen.

## Gebäude (Auswahl)
- Ehemaliger Wasserturm, erbaut vor 1880
- Kassenärztliche Vereinigung Saarland
- Saarrondo, moderne Eventlocation
- B&B Hotel
- Parkhaus Europaallee mit 455 Parkplätzen
- Medizeum, Ärztehaus
- Stiftung Demokratie Saarland
- Uhrengebäude, Bürohaus, ehemaliges Bahnbusgebäude, erbaut 1951
- Entrez!, Büro- und Konferenzgebäude
- Sonderwerkstatt, Atelier- und Bürohaus, ehemalige Reparaturhalle des Dampflokbetriebswerkes, erbaut 1900
- KuBa – Kulturzentrum am Eurobahnhof, ehemaliges Schulungszentrum der DB, erbaut 1865
- Werkloft, ehemalige Buswerkstatt, erbaut 1895
- Ergosign, Firmenhauptsitz
- Luminanz, Eventhaus, ehemalige Werkstatt aus der Gründerzeit